# Traan (Leek)
Traan (soms De Traan) is een voormalig gehucht ten noorden van Leek in de provincie Groningen.
Het dorpje is opgeslokt door het industriegebied het Leeksterveld. Enkel enkele straatnamen in dit gebied herinneren nog aan het plaatsje. Tussen Traan en de Matsloot ligt een schipsloot met de naam Traansterwijk. Ten zuiden liep de Blinksloot en ten noorden ontsprong de Gave.

## Naam
De herkomst van de naam is onzeker. De Vries en Schönfeld verbinden het met een meervoudsvorm (tranen) van het Middelnederlandse trade ("pad") en het Nieuwnederlandse bos-tra ("brandweg in het bos"). Gildemacher vermeldt ook de mogelijke afleiding van het Noordnederlandse trent of trunt ("afgescheiden stuk land") en traan ("traan, oogvocht, visolie"), waarbij een enigszins gekunstelde afgeleide betekenis "(gebied met) water dat langzaam uit de grond omhoog komt" wordt verondersteld. De dorpswebsite van Midwolde vermeldt verder een mogelijke afleiding van trans (omheining, omloop van een kerk of klooster), wat naar een mogelijke geschiedenis van de Hoge Traan als uithof van een klooster zou verwijzen.

## Geschiedenis
De Traan ligt op een glaciale dekzandrug ten oosten van het Ravijn van Boerakker die vroeger de naam De Traan droeg. In de bodem van dit ravijn (Tolberter Petten) en bij de Traan zijn archeologische vondsten gedaan uit het laatpaleolithicum (Tjongercultuur), het Mesolithicum, maar vooral ook uit het Neolithicum en midden-Bronstijd (Trechterbekercultuur, klokbekercultuur en enkelgrafcultuur). Daarbij werden duizenden stuks vuursteen gevonden verspreid over meerdere nederzettingen. Uit de tijd van onder andere de Trechterbekercultuur werden onder andere veel vuurstenen pijlpunten, vuistbijlen, schrabbers en stekers, haardkuilen en verkoolde doppen van hazelnoten gevonden. Uit de tijd van de enkelgrafcultuur zijn enkele graven aangetroffen. Rond 1000 v.Chr. verdwenen deze bewoningslagen onder het veen, waarna het gebied pas in de vroege middeleeuwen vanuit het noorden weer werd gekoloniseerd.
Bij het gehucht lagen twee boerderijen: de Hoge Traan en de Lage Traan. Van boerderij de Hoge Traan wordt vermoed dat deze vroeger een uithof van het klooster Aduard was, vanwege de vele kloostermoppen in het voorhuis, de sarcofagen die bij een zandopgraving voor de stad Groningen zouden zijn gevonden en met name vanwege een zandstenen schouwlatei met het jaar 1570, de letter A en wapenschild dat lijkt op een wapenschild in een andere boerderij van Aduard. Qua vondstmateriaal (Proto- en Bijna Steengoed uit de late middeleeuwen) lijkt het in elk geval een belangrijke boerderij te zijn geweest. De A zou echter ook naar de familie Auwema kunnen verwijzen en bronnen voor een uithof ontbreken. De boerderij werd later verplaatst.
De Lage Traan werd in 2004 gesloopt voor de aanleg van een op- en afrit van de A7.Vervolgens werd rond de Hoge Traan het bedrijventerrein Leeksterveld aangelegd.